# Bisdom Fiesole

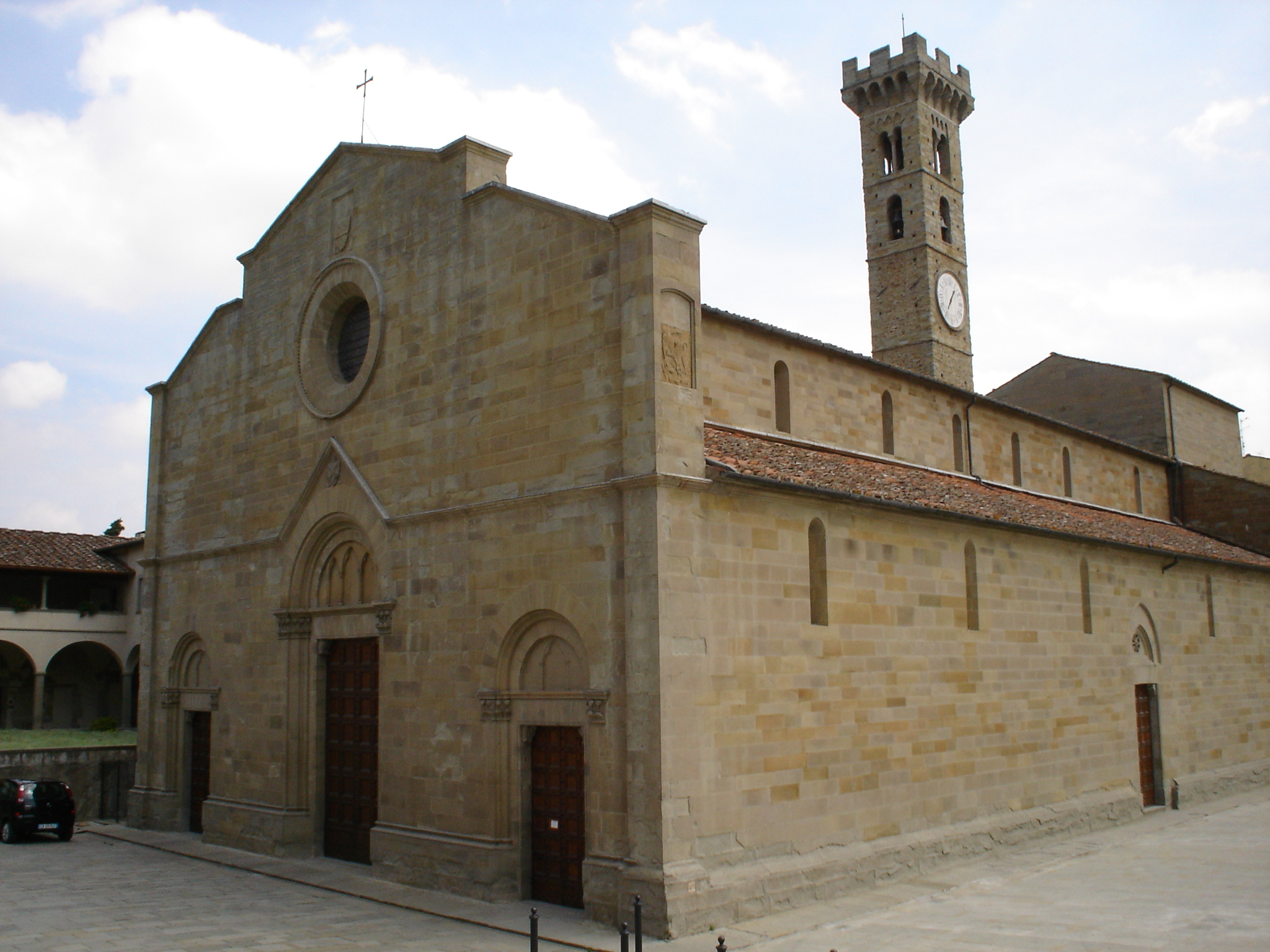
Dom van Fiesole, kathedraal van het bisdom

Het bisdom Fiesole (Latijn: Dioecesis Fesulana; Italiaans: Diocesi di Fiesole) is een bisdom van de Rooms-Katholieke Kerk in Italië, waarvan de zetel zich bevindt in Fiesole. Het bisdom is suffragaan aan het aartsbisdom Florence. In het bisdom wonen ongeveer 141.000 mensen, van wie bijna 99% katholiek is.

## Geschiedenis
Het bisdom is een van de oudste bisdommen van Italië. Volgens de overlevering zou het in de eerste eeuw na Christus zijn opgericht door de heilige Romulus , volgens de overlevering een leerling van Sint-Petrus. In de annalen van de Kerk wordt het bisdom voor het eerst genoemd in de vijfde eeuw. De bekendste heilige bisschop uit het bisdom is Sint Donatus die in de negende eeuw vanuit Ierland naar Toscane zou zijn gegaan of geroepen. In de meer recente geschiedenis geldt Antonio Innocenti, geboren in Poppi en een vooraarstaand Curieprelaat, als een bekende priester uit dit bisdom.

## Het bisdom anno 2013
Het bisdom kent meer 200 parochies, twaalf kloosters en vierentwintig conventen voor zusters. Er zijn ongeveer 150 wereldlijke priesters actief in het bisdom dat overigens zo'n 110 reguliere priesters kent en ongeveer 240 kloosterzusters. Bisschop van Fiesole is sinds 2010 Mario Meini.